# NGC 3038
NGC 3038 este o emission-line galaxy⁠(d) situată în constelația Mașina Pneumatică. A fost descoperită în 27 februarie 1886 de către Lewis A. Swift. Se află la o distanță de 39,99 de megaparseci de Pământ.